# Arvid Laurin
För politikern med samma namn, se Arvid Laurin (politiker).

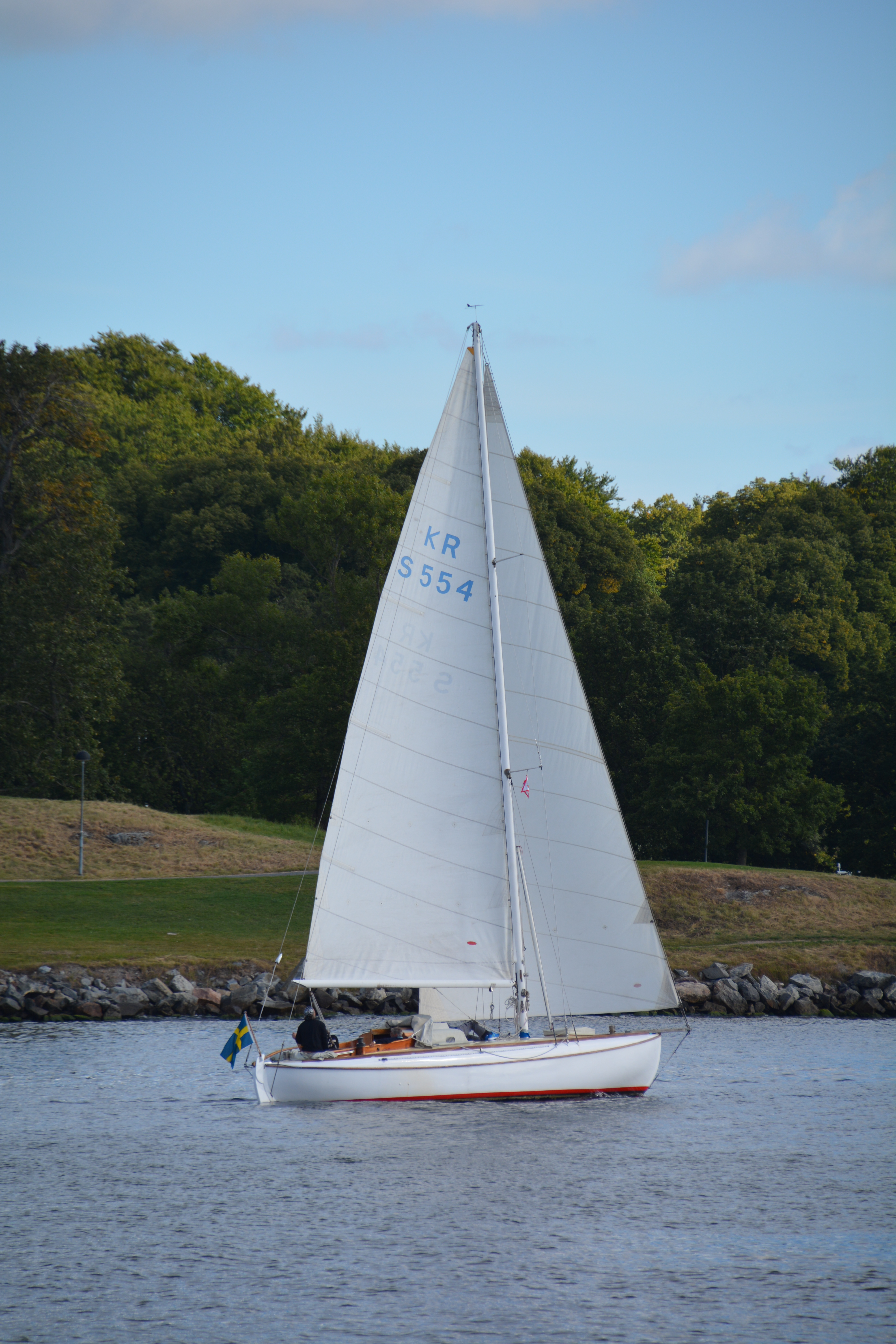
Laurinkoster.

Arvid Laurin, född 1901 i Lysekil, död 1998 i Sköldinge, var en svensk olympisk tävlingsseglare, båtkonstruktör och expert på seglingsregler. 
Arvid Laurin utbildade sig till ingenjör vid Chalmers tekniska högskola i Göteborg och var senare överingenjör vid försvaret. Laurin ritade i början av sin karriär som konstruktör olika motorbåtar av typ snipor för att senare börja konstruera segelbåtar. Havskryssarregeln utarbetades av Arvid Laurin tillsammans med Tore Herlin och Sten Valander. 
Han konstruerade mellan 1924 och 1981 cirka 1.000 ritningar på olika båtar, vilka finns i Sjöhistoriska Museet ritningsarkiv.
Arvid Laurin konstruerade havskryssare, och andra segelbåtar för långfärd. Den mest kända är Laurinkostern som finns med beteckning Laurin 22, Laurin 28, och Laurin 32 samt Laurin 38. Laurinkostern är känd för det så kallade valdäcket. Laurinkostern har inget skarndäck utan båtens sida övergår till däcket i en välvd konstruktion. Laurin konstruerade även flera andra Långkölade segelbåtar.

## Segling
Arvid Laurin tävlade även i kappsegling. Den främsta meriten var en silvermedalj tillsammans med Uno Wallentin i starbåtsegling utanför Kiel vid Olympiska sommarspelen 1936. Laurin och Wallentin seglade båten Sunshine. Vann totalt gjorde den tyska båten Wannsee men Laurin/Wallentin vann en av de sju OS-seglingarna.